# Mifflintown
Mifflintown es un borough ubicado en el condado de Juniata en el estado estadounidense de Pensilvania. En el año 2000 tenía una población de 861 habitantes y una densidad poblacional de 2,374.5 personas por km².

## Geografía
Mifflintown se encuentra ubicado en las coordenadas 40°34′15″N 77°23′44″O / 40.57083, -77.39556.

## Demografía
Según la Oficina del Censo en 2000 los ingresos medios por hogar en la localidad eran de $28,125 y los ingresos medios por familia eran $33,594. Los hombres tenían unos ingresos medios de $26,563 frente a los $20,125 para las mujeres. La renta per cápita para la localidad era de $14,394. Alrededor del 10.7% de la población estaba por debajo del umbral de pobreza.